# STS-100
STS-100は、国際宇宙ステーション (ISS) の組み立てと補給を目的としたアメリカ合衆国スペースシャトルエンデバーのミッションである。

## 搭乗員
- ケント・ロミンガー（英語版） (5) - 船長
- ジェフリー・アシュビー（英語版） (2) - 操縦手
- クリス・ハドフィールド (2) - ミッション・スペシャリスト - カナダ
- スコット・パラジンスキー（英語版） (4) - ミッション・スペシャリスト
- ジョン・フィリップス (1) - ミッション・スペシャリスト
- ウンベルト・グイドーニ（英語版） (2) - ミッション・スペシャリスト - イタリア
- ユーリ・ロンチャコフ (1) - ミッション・スペシャリスト - ロシア

## ミッション・パラメータ
- 質量:
  - 打上時: 103,506 kg
  - 着陸時: 99,742 kg
  - ペイロード: 4,899 kg
- 近地点: 377 km
- 遠地点: 394 km
- 軌道傾斜角: 51.6°
- 周期: 92.3 分

### ISSとのドッキング
- ドッキング: 2001年4月21日, 13:59:00 UTC
- 切り離し: 2001年4月29日, 17:34:00 UTC
- ドッキング時間: 8日3時間35分00秒

### 宇宙遊泳
- ハドフィールドとパラジンスキー  - EVA 1
  - EVA 1 開始: 2001年4月22日 - 11:45 UTC
  - EVA 1 終了: 4月22日 - 18:55 UTC
  - 期間: 7時間10分

- ハドフィールドとパラジンスキー  - EVA 2
  - EVA 2 開始: 2001年4月24日 - 12:34 UTC
  - EVA 2 終了: 4月24日 - 20:14 UTC
  - 期間: 7時間40分

## ミッションの注目点

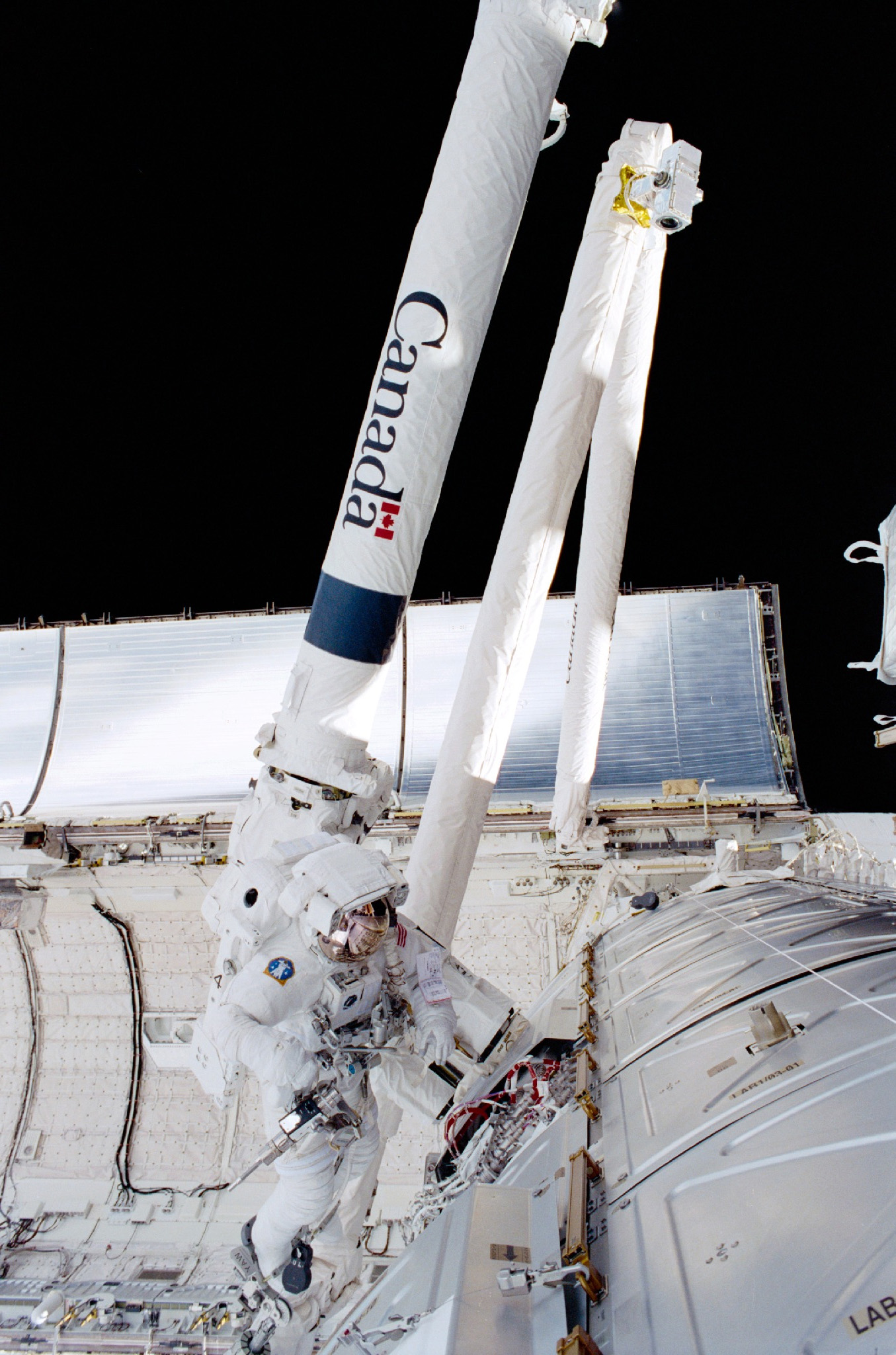
カナダアーム2

このミッションの最優先事項は、カナダアーム2の取り付け、始動、点検であった。国際宇宙ステーション (ISS) の組み立てを続けていくためにはカナダアーム2の運用が重要であり、後のシャトル STS-104 でエアロックを取り付けるのにも必要だった。カナダアーム2の最後の部品は、STS-111 で ISS に取り付けられたモービル・ベース・システム (MBS) である。
エンデバーのミッションで他の主な任務は、ラファエロ補給モジュールを ISS に結合させ、ISS との間で積荷を移し替え、シャトルの貨物室にラファエロを結合し直すことであった。ラファエロはイタリア宇宙機関が開発した3基の多目的補給モジュールの2基目である。3月のSTS-102では、レオナルドモジュールが打ち上げられて帰還している。
宇宙遊泳で外部に取り付けるUHF通信アンテナや予備の電子部品といった、ISS への機器の転送も任務の一部であった。補給品や水の ISS への積み込み、実験装置やラックの複合施設への積み込み、ISS から地球に持ち帰る物資の積み込みも行なわれた。
また、ISS の高度を上げる軌道制御（ブースト）や、複合施設の調査のために周囲を飛行して、貨物室IMAXカメラでの撮影も行なわれた。
任務はすべて事故もなく完了し、5月1日の再突入と着陸も無事に終わった。
このミッションでクリス・ハドフィールド飛行士は、カナダ人としては初の宇宙遊泳を行なった。